# 童蒙酒造記
童蒙酒造記（どうもうしゅぞうき）とは、江戸時代初期に書かれた日本で代表的な醸造技術書。現存する同類の書物の中では、江戸時代を通じて質、量ともに最高の内容を誇る。「童蒙」とは、「子どもや馬鹿者」といった意味だが、そんな言葉をわざわざタイトルの頭につけたとなると、今ならちょっと鼻につくそのような謙遜から、著者の一種マニアックな「酒造りの鬼」と化した姿がうかがわれる。著者不詳。

## 成立年代
はっきりとした成立年代はわかっていない。しかし貞享3年（1686年）における米や酒の価格が詳しく分析されていることから、それより後であることは確かであり、かつまた、同年が米作という面でそれほど特殊な年であったとも思われないので、はるか後代になってから書かれるにしては必然性がない。このような理由からとりあえず貞享4年（1687年）の成立と推定されている。筆写本は何種類も存在する。また翻刻本も明治時代後期から多数出版されている。

## 著者
著者についても不詳であるが、自分は「鴻池流」の人間であると書いていること、商才に敏感な記述が多いこと、などから鴻池流の蔵元の誰かであると思われる。

## 内容
酒造りについて執筆当時にわかる「すべて」が書き込まれたと言っても過言ではないほど、江戸時代を通じて質、量ともに最高の内容を誇る酒造技術書である。
全5巻
- 第1巻
酒の総論。歴史。種類。心得。専門用語や用具の解説など。なかには、これより前の時代に書かれていた酒造技術書から引用している箇所が多く、『童蒙酒造記』以前にも優れた同類の書物が存在したことがうかがわれるが、現在まで発見されておらず、はたしてどういう文献が存在したのかすら謎である。
- 第2巻
南都諸白の製法。とくに菩提酛、煮酛について。
- 第3巻
鴻池流の製法。鴻池流は醸造法としては消滅してしまったものなので、その意味で本書の記述は貴重である。
- 第4巻
奈良流、伊丹流、小浜流、焼酎、味醂、麻生酒（あそうしゅ）、忍冬酒（にんどうしゅ）、練酒、濁り酒などの製法。
- 第5巻
酛についての詳細。判断基準、醗酵のころあい、調節の仕方など。第3巻の補説のような性格を兼ね備えている。